# Alfred Lengauer
Alfred Lengauer (ur. 1961 w Wörgl) – austriacki skoczek narciarski, mistrz Europy juniorów z 1978; po zakończeniu kariery malarz.
Dwukrotnie uczestniczył w Turnieju Czterech Skoczni. Podczas 27. edycji zajął 47. miejsce w Oberstdorfie i 58. Bischofshofen, a w klasyfikacji generalnej był 76. W 29. edycji uplasował się na 93. miejscu w Oberstdorfie i 79. w Bischofshofen, a w klasyfikacji generalnej był 106.
12 marca 1978 zdobył tytuł mistrza Europy juniorów na normalnej skoczni w austriackim Murau.